# Ganbátaryn Odbajar
Ganbátaryn Odbajar (* 13. ledna 1986) je mongolský zápasník–judista.

## Sportovní kariéra
Na mezinárodní scéně se objevuje od roku 2009. V roce 2012 se na olympijské hry v Londýně nekvalifikoval. V roce 2016 překvapivě dostal v nominaci na olympijské hry v Riu přednost před krajanem Ňamočirem. V úvodním kole porazil v polovině čtvrté minuty Egypťana Mohameda Mohyeldina potom co mu nasadil osa-komi po jeho nepovedeném kontrachvatu. V dalším kole svedl čistě pasviní bitvu s Američanem Nickem Delpopolem a po nerozhodném stávu v regulerní hrací době se v prodloužení projevila jeho horší fyzická připravenost. Ve druhé minutě nastavení neustál svůj nástup do uči-maty a nechal se okontrovat zápasnickou technikou daki-wakare na wazari.
Ganbátaryn Odbajar je pravoruký judista, čistý obranář. V zápasech využívá svých mimořádných fyzických dispozic v boji o úchop a vyčkává na příležitost soupeře kontrovat (kaeši-waza).

### Vítězství
- 2015 - 1x světový pohár (Varšava)
- 2017 - 1x světový pohár (Baku)

## Výsledky
| Turnaj            | 2010       | 2011       | 2012       | 2013       | 2014       | 2015       | 2016       | 2017       |
| Turnaj            | 24         | 25         | 26         | 27         | 28         | 29         | 30         | 31         |
| Turnaj            | lehká váha | lehká váha | lehká váha | lehká váha | lehká váha | lehká váha | lehká váha | lehká váha |
| ----------------- | ---------- | ---------- | ---------- | ---------- | ---------- | ---------- | ---------- | ---------- |
| Olympijské hry    |            |            | —          |            |            |            | úč.        |            |
| Mistrovství světa | —          | úč.        |            | —          | —          | 5.         |            | 3.         |
| Asijské hry       | úč.        |            |            |            | 2.         |            |            |            |
| Mistrovství Asie  |            | 7.         | —          | —          |            | 3.         | 5.         | 2.         |